# Landsmannschaft Württembergia
Die Landsmannschaft Württembergia zu Hohenheim ist eine farbentragende und pflichtschlagende Studentenverbindung im Coburger Convent (CC). Die Landsmannschaft bestand bereits zehn Jahre nach Gründung der Hochschule und ist damit die älteste Verbindung an der Universität Hohenheim, die wiederum die zweitälteste Hochschule im Raum Stuttgart ist.
Einzigartig an der Landsmannschaft Württembergia ist, dass seit ihrer Gründung im Jahre 1828 nachweislich immer Studenten der land- und forstwirtschaftlichen Fächer das Leben und den Erhalt der Verbindung gestaltet haben. Die Landsmannschaft Württembergia ist damit eine der ältesten agrarwissenschaftlich geprägten Verbindungen im deutschen Raum. Seit den 1960er Jahren zählen auch Studenten anderer Fachbereiche zu den Mitgliedern, sie alle eint aber die große Verbundenheit mit der Landwirtschaft, was neben dem gesellschaftlichen, beruflichen oder politischen Engagement zahlreicher Mitglieder immer noch durch ihre Farben „Schwarz, Gold, Grün“ zum Ausdruck gebracht wird. Besonders die lange Koexistenz der Korporation seit Gründung der Hochschule Hohenheim ist geschichtlich bemerkenswert, was auch in einer kulturwissenschaftlichen Schriftreihe der Universität Hohenheim dokumentiert wird.
Die Landsmannschaft Württembergia ist mit mehr als 250 Mitgliedern die drittgrößte Verbindung innerhalb des Coburger Convents. 1996/97 hatte die Verbindung das Präsidium des Coburger Convents inne. Die Landsmannschaft Württembergia engagiert sich stark im Sportamt des jährlichen Coburger Pfingstkongress, das durch den öffentlichen CC-Lauf als Bindeglied zwischen den akademischen Verbindungen und der Coburger Bevölkerung gilt.

## Couleur und Wahlspruch
Die Mitglieder der Landsmannschaft Württembergia tragen grüne Mützen und ein Band in den Farben Schwarz, Gold, Grün mit goldener Perkussion. Der Wahlspruch der Württembergia lautet Amicitia, Fides, Honor et Virtus.

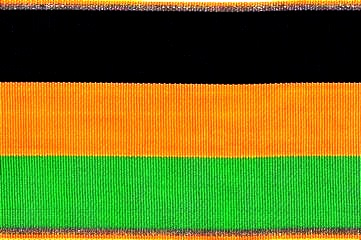
Farben der Landsmannschaft Württembergia

## Geschichte
Unter dem Eindruck einer von Hunger gekennzeichneten Notzeit wurde im Jahre 1818 in Hohenheim eine landwirtschaftliche Unterrichts-, Versuchs- und Musteranstalt gegründet, aus der sich im Laufe der Zeit die heutige Universität Hohenheim entwickelte.
Nur zehn Jahre später schlossen sich nachweislich elf Studierende offiziell unter der Bezeichnung Württembergia zu einer Tischgesellschaft zusammen. Die Gründungsmitglieder waren damit bereits in der ersten Dekade der Universität Hohenheim ordentlich eingeschriebene Studenten. Als Gründungsdatum ist durch ein Wappenbild der 17. Juni 1828 überliefert, zuerst noch als Corps. Die jungen Studenten suchten als Ausgleich zum Studium Geselligkeit auf freundschaftlicher Basis. Wenig später wählte man als Bundesfarben Schwarz-Gold-Grün. Das damalige, auch heute noch gültige Wappen, ist auf einem Bild von 1831 überliefert, welches auch den Wahlspruch der Landsmannschaft Württembergia enthält. Auch der heute noch gültige Zirkel wurde damals bereits benutzt. Eine schriftlich fixierte Satzung gab es noch nicht. Man legte aber Wert auf einen tadellosen Lebenswandel, gegenseitige Achtung und gab Satisfaktion. 1847 wurde der noch junge Bund aufgrund von Beteiligungen an politischen Wirren aufgehoben und konnte erst am 21. November 1882 neugegründet werden.

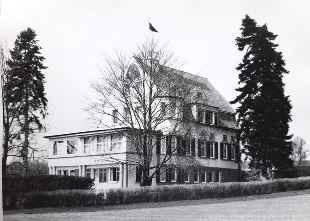
Verbindungshaus der Landsmannschaft Württembergia 1973

Für ein Verbindungsleben in eigenen Räumlichkeiten wurde 1907 der Grundstein gelegt. Das direkt auf dem Hohenheimer Campus erbaute Korporationshaus konnte 1908 eingeweiht werden. Seitdem wurde das im Jugendstil errichtete Haus mehrmals renoviert und erweitert. Um in die Gepflogenheiten studentischer Korporationen weiter hineinzuwachsen, suchten die Hohenheimer Studenten Anschluss bei Stuttgarter und Tübinger Verbindungen. Im Jahr 1921 wurde das Freundschaftsverhältnis zur Landsmannschaft Ulmia Tübingen begründet. Die engen freundschaftlichen Beziehungen zur Landsmannschaft Saxonia Stuttgart mündeten 1955 in einem Freundschaftsvertrag. Seit 1920 ist die Landsmannschaft Württembergia Mitglied in der Deutschen Landsmannschaft und seit 1951 im Coburger Convent; sie gehört damit zu den Gründungsmitgliedern des Dachverbands.
Einschneidende Veränderungen in die Entwicklung des Korporationswesens brachte die Machtergreifung durch die Nationalsozialisten im Jahr 1933. Die studentischen Korporationen mit ihrem demokratischen Conventsprinzip und ihrer parteipolitischen Unabhängigkeit passten nicht in deren hochschulpolitisches Konzept. So musste auch die Landsmannschaft Württembergia 1936 ihre Aktivitas schließen und das Haus zwangsweise an das nationalsozialistisch geprägte Studentenwerk abgeben. Der freundschaftliche Bund zwischen den Württembergern überstand aber auch die Wirren und Schrecken des Dritten Reiches. Schon 1946 fanden sich die ersten Württemberger wieder in Hohenheim zusammen und konnten im Wintersemester 1949/50 das Württembergerhaus wieder beleben.
1997 war die Landsmannschaft Württembergia Präsidierende Landsmannschaft im Coburger Convent.

## Württemberger Studienpreis
Seit 2004 vergibt die Landsmannschaft Württembergia den Württemberger Studienpreis. Die Landsmannschaft Württembergia versteht diese Initiative zur Förderung von universitärem und außeruniversitärem Engagement als Teil ihres Studienprinzips. Der Württemberger Studienpreis soll neben der fachlichen Leistung auch die so genannten Soft Skills honorieren. Mit dem Förderpreis werden universitäre Spitzenleistungen im Examen und das außeruniversitäre Engagement des akademischen Nachwuchses belohnt. Der Preis wird von einem Gremium der Landsmannschaft Württembergia vergeben.

## Bekannte Württemberger
- Götz von Berlichingen, Gründungsmitglied im Jahr 1828 der heutigen Landsmannschaft Württembergia, Nachfahre des Gottfried Götz von Berlichingen mit der eisernen Hand. (auch heute sind noch zwei Nachkommen des Hauses von Berlichingen in der Landsmannschaft Württembergia aktiv).
- Friedrich Brixner (1904–1975), Präsident des Baden-Württembergischen Genossenschaftsverbands, Träger des Großen Bundesverdienstkreuzes, Ehrensenator der Universität Hohenheim, Staatsmedaille in Gold, WS 1924/25.
- Wolfgang Cranz (1930–2001), Landoberstallmeister im Haupt- und Landgestüt Marbach, International renommierter Berater und Preisrichter für Araberzucht weltweit, WS 1952/53.
- Otto Ernst (1901–1969), Oberregierungs- und Landwirtschaftsrat in Ulm, Ehrensenator der Universität Hohenheim, WS 1921/22.
- Dieter Fritz (* 1923), Emeritus Lehrstuhl für Gemüsebau an der TU München, Freising-Weihenstephan, Vorsitzender der Internationalen Gartenbauwissenschaftlichen Gesellschaft. Viele Auszeichnungen. WS 1947/48.
- Berndt Grützner (1917–2006), Direktor der Württembergischen Landwirtschaftlichen Zentralgenossenschaft (WLZ), Ehrensenator der Universität Hohenheim, WS 1947/48.
- Max Huber († 1954), Ehemaliger Generalsekretär der Deutschen Genossenschaften, Berlin.
- Reinhold Kißling (1926–2021), Präsident des Baden-Württembergischen Genossenschaftsverbands i. R., Träger des Großen Bundesverdienstkreuzes, Ehrensenator der Universität Hohenheim, Bonfeld, WS 1949/50.
- Rudolf Maurer (* 1931), Ehemaliger Staatssekretär im hessischen Ministerium, Wiesbaden, WS 1953/54.
- Alfred Mehner (1908–1991), Leiter der Bundesforschungsanstalt für Kleintierzucht, Träger des Bundesverdienstkreuzes I. Klasse, WS 1928/29.
- Peter Müller († 1929), Direktor und Vorstandsmitglied der Süddeutschen-Zucker-AG (heute Südzucker AG), Mannheim, WS 1907/08.
- Ludwig-Wilhelm Ries (1891–1974), Fachlehrer der Höheren Landbauschule Michelstadt, Honorarprofessor der Universität Giessen, Justus-von-Liebig-Preis, Hessische Staatsmedaille in Silber, Namensgeber des „Ludwig-Wilhelm-Ries-Preises“, WS 1912/13.
- Alois Sax (1895–1988), Güterdirekter der Süddeutschen-Zucker-AG (heute Südzucker AG), Ehrensenator der Universität Hohenheim, SS 1917.
- Gustav Vierling (1893–1983), Darmstadt, Züchter des Wunder- und Olympiapferdes „Halla“.

## Besonderheiten
In der Entomologischen Zeitschrift beschrieb Ralf Anken 1999 erstmals eine neue Art von Schmetterlingen, die er als Mitglied der Hohenheimer Württembergia als Yphthimoides wuerttembergiae bezeichnete.